# Gosarling
Gosarling – gewog w dystrykcie Cirang, w Bhutanie. Według danych z 2017 roku liczył 1864 mieszkańców.
Dzieli się na 5 chiwogów, które są trzeciorzędnymi jednostkami podziału administracyjnego kraju:
- Phelrithang
- Phuensumgang
- Dzomlingthang
- Dzomlingzor
- Pemathang